# Khorixas
Khorixa er en by i den nordlige del af Namibia, med et indbyggertal (pr. 2005) på cirka 12.000. Byen ligger i regionen Kunene.
20°22′S 14°57′Ø / 20.367°S 14.950°Ø